# ماه کاغذی (مجموعه تلویزیونی)
ماه کاغذی یک مجموعه تلویزیونی به سبک کمدی موقعیت است که از شبکه تلویزیونی ای‌بی‌سی در پاییز سال ۱۹۷۴ میلادی پخش می‌شد. در این مجموعه کریستوفر کانلی در نقش موسس پری و جودی فاستر در نقش ادی ایفای نقش می‌کردند. این مجموعه بر اساس ماه کاغذی (فیلم) ساخته پیتر بوگدانوویچ در سال ۱۹۷۳ با بازی رایان اونیل و تاتوم اونیل بود که براساس رمانی با نام ادی پری به نویسندگی جو دیوید براون در سال ۱۹۷۱ می‌باشد.